# 랜디 웨인
랜디 웨인(Randy Wayne, 1981년 8월 7일 ~ )은 미국의 배우이다.

## 출연 작품
- 헬레이저: 저지먼트 (2018)
- 이스케이프 룸 (2017)
- 스레숄드 (2017)
- 데스 풀 (2016)
- 유니온 바운드 (2015)
- 캐시디 웨이 (2015)
- 판더믹 (2015)
- 파라노말 아일랜드 (2014)
- 섹스코치 (2014)
- 안드로이드 캅 (2014)
- 프리메이슨 (2013)
- 하트 오브 더 컨트리 (2013)
- 케어테이커 (2013)
- Liars All (2013)
- 워킹데드: 핫 바디 (2013, April Apocalypse)
- 악령의 재림 (2012)
- 하드플립 (2012)
- 쿠거 헌팅 (2011)
- 허니 2 (2011)
- 마더스 리틀 헬퍼스 (2010)
- 오픈 하우스 (2010)
- 트라이얼 (2010)
- 더 라스트 후라 (2009)
- 세이브 어 라이프 (2009)
- 13번째 앨리 (2008)
- 소녀괴담 : 17살 여고생의 악몽 (2008)
- 해저드 마을의 듀크 가족: 비기닝 (2007, The Dukes of Hazzard: The Beginning)
- 그리즐리 파크 (2007)
- Reunion (2006)